# Peisaj în apropiere de Arles
Peisaj în apropiere de Arles este o pictură în ulei pe pânză realizată în 1888 de artistul francez Paul Gauguin, regăsită în Indianapolis Museum of Art, care se află în Indianapolis, Indiana. Aceasta înfățișează o scenă rurală din Provența.

## Descriere
Peisaj în apropiere de Arles descrie o scenă tipică din acea zonă: ferma este una tradițională, chiparoșii sunt cei care se găsesc în mod normal în regiune, iar fânul este potrivit pentru timpul recoltării. Tratarea subiectului de către Gauguin se datorează mult lui Paul Cézanne, pe care Gauguin îl venera. Accentul său pe formele geometrice și modul în care rețeaua sa de tușe de pensulă atent plasate fixează căpița de fân și ferma creează un mediu extrem de ordonat, care i se datorează mult lui Cézanne. Modul în care organizează peisajul tradițional francez face ca natura însăși să se conformeze propriului său tratament structural. Numai nuanțele strălucitoare și acide indică faptul că Gauguin pictează lângă Vincent van Gogh.

## Informații istorice
Timp de două luni, perioadă care s-a încheiat la Crăciunul din 1888, Gauguin și van Gogh au locuit împreună la Arles. Relația lor furtunoasă a întrerupt parteneriatul, iar perioada a avut în cele din urmă un efect redus asupra artei lui Gauguin. În ciuda ciocnirii personalităților lor puternice, a fost o perioadă destul de productivă pentru amândoi. Van Gogh a dorit cu aviditate să formeze o enclavă artistică în zonă, dorință care a dus la unele acomodări reciproce. Acesta a fost primul tablou realizat de Gauguin în acele luni. Cadrul a fost unul dintre preferatele lui Van Gogh, câmpiile Crau.